# Xã Alban, Quận Grant, South Dakota
Xã Alban (tiếng Anh: Alban Township) là một xã thuộc quận Grant, tiểu bang Nam Dakota, Hoa Kỳ. Năm 2010, dân số của xã này là 580 người.